# MHL
MHL（モバイル・ハイデフニション・リンク、Mobile High-definition Link）は、米Silicon Image社が開発した携帯機器向けの高速映像伝送用のインターフェース規格である。

## 概要
MHL 1.0は、非圧縮なまま 1080p/30fps の動画データを3端子で伝送でき、実際には5ピンタイプは5端子を持つマイクロUSBコネクタを流用する。HDMI 同様、遷移時間最短差動信号伝送方式（TMDS）を使用して1対の信号線により動画映像情報と音声情報を最大2.25Gbit/secで伝送する。また、差動対の片側1本により制御信号を送る。MHL 2.0 は 1080p/60fps の画像転送（HDMI 1.0の帯域）が出来る。MHL 3.0 は 2160p/30fps の転送（HDMI 1.3の帯域）が出来る。
マイクロUSBコネクタを使う事で、携帯機器側に映像出力専用のレセプタクルを設けずにUSBコネクタを共用するため小型化を阻害せずに済み、同時にMHL親機からUSB本来の電源端子へ電源を供給する事が出来る。制御信号によりHDMIのCEC機能のような制御の実現が可能になる。
2012年現在は主にスマートフォンで採用されている。MHLの直接接続に対応するディスプレイや液晶ハイビジョンテレビは2012年7月現在ではまだ少なく、使用するにはHDMIに変換するアダプターを使用する必要があり、また変換アダプターに電源を接続する必要もある。HDMIに加えMHLにも対応しているディスプレイや液晶ハイビジョンテレビでは、接続にもよるが接続中にそのまま携帯電話を充電する事も出来る。
2015年にUSB Type-CコネクタをサポートしたsuperMHLが追加されている。superMHLは40Wの電力供給と8K/120fpsをサポートした。MHL 3.0の上位互換規格になっている。しかしUSB Type-CではMHLを使わずともオルタネートモードでDisplayPortやHDMIを直接伝送出来るようになったため、USB Type-CでMHLに対応する機器は少ない。

## 技術比較
| 信号端子 | 端子の機能        | 端子の機能                |
| 信号端子 | Micro USB         | MHL                       |
| -------- | ----------------- | ------------------------- |
| No.1     | 電源（VBUS）      | 電源（USBのVBUS）         |
| No.2     | 差動対（D-）      | 差動対（-）               |
| No.3     | 差動対（D+）      | 差動対（+）とクロック信号 |
| No.4     | "USB OTG"のID識別 | 制御信号（CBUS）          |
| No.5     | 接地              | 接地                      |

MHL 1.0 はテレビ側から 5V/0.5A、MHL 2.0 は 5V/0.9A、MHL 3.0 は 5V/2A 供給できる。